# Cambaleo
Cambaleo es el nombre que en la España de los siglos XVI y XVII recibían las compañías de cómicos de la legua con cinco actores y una actriz cantante. De la clasificación histórica de tipos de compañía de teatro del Barroco español, cambaleo es, tras el bululú, el ñaque y la gangarilla, la cuarta que describe Villandrando en su libro El viaje entretenido, con estas palabras:

"...una mujer que canta y cinco hombres que lloran; éstos traen una comedia, dos autos, tres o cuatro entremeses, un lío de ropa que le puede llevar una araña; llevan a ratos a la mujer a cuestas y otras en silla de manos; representan en los cortijos por hogaza de pan, racimo de uvas y olla de berzas; cobran en los pueblos a seis maravedís, pedazo de longaniza, cerro de lino y todo lo demás que viene aventurero (sin que se deseche ripio); están en los lugares cuatro o seis días, alquilan para la mujer una cama y el que tiene amistad con la huéspeda dale un costal de paja, una manta y duerme en la cocina, y en el invierno el pajar es su habitación eterna. Éstos, a mediodía, comen su olla de vaca y cada uno seis escudillas de caldo; siéntanse todos a una mesa y otras veces sobre la cama. Reparte la mujer la comida, dales el pan por tasa, el vino aguado y por medida, y cada uno se limpia donde halla: porque entre todos tienen una servilleta o los manteles están tan desviados que no alcanzan a la mesa con diez dedos."
 Agustín de Rojas Villandrando

## También se divierte el pueblo
La entretenida descripción de Rojas Villandrando (él mismo cómico, dramaturgo y aventurero), hace un retrato que podría aplicarse a todos los representantes del nomadismo teatral, por lo general astrosos farsantes, que a lo largo del siglo XVI y buena parte del XVII engrosaron las ya nutridas filas de la picaresca española. Deleito, en uno de sus amenos estudios dedicados a la España en tiempos de Felipe IV, advierte de que, a pesar de haberse extendido en las grandes poblaciones españolas el uso de locales fijos con temporadas de teatro más o menos serias, aún abundaban las compañías miserables de cómicos errantes de pueblo en pueblo y cortijo en cortijo. Así lo refieren además muchas páginas de obras esenciales del género picaresco como El Buscón, El Diablo Cojuelo, Estebanillo González o El donado hablador.

### Permanencia
La permanencia del término «cambaleo» se manifiesta en un veterano grupo español de teatro establecido en la villa madrileña de Aranjuez.